# Josh Saviano
Joshua David „Josh“ Saviano (* 31. März 1976 in New York City) ist ein ehemaliger US-amerikanischer Filmschauspieler, der inzwischen als Rechtsanwalt tätig ist.

## Biografie
Josh Saviano wurde durch die Rolle des Paul Pfeiffer in Wunderbare Jahre (1988–1993) an der Seite von Fred Savage bekannt. Sein Filmdebüt gab er 1988 mit der Komödie Scout Academy. 1990 drehte er an der Seite von Jennifer Aniston und Breckin Meyer in ihren jeweils ersten Filmen die TV-Komödie Camp Cucamonga, was auch sein letzter Film blieb.
Nach seinem Erfolg mit Wunderbare Jahre kehrte er der Schauspielerei den Rücken und verfolgte eine bürgerliche Karriere. 1998 macht er an der Yale University seinen Abschluss in Politikwissenschaften und arbeitete im Anschluss daran als Paralegal (eine Art Rechtspfleger) in New York City. Ab 2000 studierte er Rechtswissenschaft an der Benjamin N. Cardozo School of Law und war als Rechtsanwalt bei Morrison Cohen LLP, einer Anwaltskanzlei in New York City, tätig, heute JDS Legal.
In den 1990er Jahren kursierte das Gerücht, Josh Saviano sei Marilyn Manson, wohl auch deshalb, weil sich die beiden optisch sehr ähneln. Saviano distanzierte sich nie von diesem Gerücht. Als ihn ein Redakteur des Star Magazine daraufhin befragte, meinte Saviano: „Was wäre Ihnen lieber, dass die Leute denken, man wäre ein dämliches Kind aus Wunderbare Jahre, oder ein satanischer Rockstar? Es klingt halt cooler.“

## Auszeichnungen
- 2 Young-Artist-Award-Nominierungen für: Wunderbare Jahre (The Wonder Years)